# 위대한 전략
위대한 전략(Les Grandes Manoeuvres, The Grand Maneuver)은 이탈리아에서 제작된 르네 클레르 감독의 1955년 영화이다. 미셸 모르강 등이 주연으로 출연하였고 르네 클레르 등이 제작에 참여하였다.

## 출연

### 주연
- 미셸 모르강
- 제라르 필립

### 조연
- 장 드사이
- 피에르 둑스
- 자크 프랑소와
- 이브 로베르
- 브리지트 바르도

## 제작진
- 미술: 리온 바사크
- 의상: 로신느 델라마르